# 九龍巴士89A線
九龍巴士89A線是香港九龍一條已停駛的巴士路線。

## 歷史
- 1983年8月7日：89A線投入服務，來往圓洲角及觀塘（月華街），以配合紅梅谷路通往獅子山隧道公路的新路段啟用。當時平日早上另設由博康單向往彩虹之非官方特別班次。
- 1984年8月5日：上述特別班次由新路線89B取代。
- 1986年5月18日：總站由觀塘（月華街）遷至觀塘碼頭，並改派12米巴士行走。
- 1988年9月27日：因應觀塘工業區實行新交通管理措施，由觀塘碼頭開出的班次改經敬業街及成業街，不直接駛入開源道北行。
- 1989年1月12日：改以觀塘碼頭廣場外迴旋處駛入觀塘碼頭，不再以偉業街右轉駛入總站。
- 1989年10月16日：往圓洲角方向改直行觀塘道，不再途經協和街、同仁街、裕民坊及康寧道。
- 1991年6月29日：配合大老山隧道通車而取消服務，由新路線80X及89X，以及74A線提前單向分段收費取代。

## 取消前行車路線
- 觀塘碼頭開途經：插桅杆街、銀城街、大涌橋路、沙田圍路、沙角街、大涌橋路、車公廟路、紅梅谷路、獅子山隧道公路、獅子山隧道、龍翔道、觀塘道、開源道及觀塘碼頭通道

- 圓洲角開途經：偉業街、敬業街、成業街、開源道、觀塘道、龍翔道、獅子山隧道、獅子山隧道公路、紅梅谷路、車公廟路、大涌橋路、沙角街、乙明邨街、沙角街、沙田圍路、大涌橋路、銀城街及插桅杆街。